# Kabupaten Teluk Wondama
Kabupaten Teluk Wondama är ett kabupaten i Indonesien.   Det ligger i provinsen Papua Barat, i den östra delen av landet, 3 100 km öster om huvudstaden Jakarta. Antalet invånare är 26 321. Arean är 3 960 kvadratkilometer.
Terrängen i Kabupaten Teluk Wondama är kuperad åt nordväst, men åt sydost är den bergig.